# Skilanglauf-Scandinavian-Cup 2015/16
Der Skilanglauf-Scandinavian-Cup 2015/16 war eine von der FIS organisierte Wettkampfserie, die zum Unterbau des Skilanglauf-Weltcups 2015/16 gehörte. Sie begann am 11. Dezember 2015 in Vuokatti und endete am 13. März 2016 mit einem Etappenrennen in Otepää. Die Gesamtwertung der Männer gewann Martin Løwstrøm Nyenget; bei den Frauen war Barbro Kvåle erfolgreich.

## Männer

### Resultate
| 1. Scandinavian Cup in Vuokatti, 11. bis 13. Dezember 2015 | 1. Scandinavian Cup in Vuokatti, 11. bis 13. Dezember 2015 | 1. Scandinavian Cup in Vuokatti, 11. bis 13. Dezember 2015 | 1. Scandinavian Cup in Vuokatti, 11. bis 13. Dezember 2015 | 1. Scandinavian Cup in Vuokatti, 11. bis 13. Dezember 2015 |
| ---------------------------------------------------------- | ---------------------------------------------------------- | ---------------------------------------------------------- | ---------------------------------------------------------- | ---------------------------------------------------------- |
| Datum                                                      | Disziplin                                                  | Erster Platz                                               | Zweiter Platz                                              | Dritter Platz                                              |
| 11. Dezember 2015                                          | 15 km klassisch                                            | Emil Iversen                                               | Mathias Rundgreen                                          | Martin Løwstrøm Nyenget                                    |
| 12. Dezember 2015                                          | 1,2 km Sprint Freistil                                     | Oskar Svensson                                             | Karl-Johan Westberg                                        | Emil Iversen                                               |
| 13. Dezember 2015                                          | 15 km Freistil                                             | Martin Løwstrøm Nyenget                                    | Daniel Myrmæl Helgestad                                    | Mathias Rundgreen                                          |

| 2. Scandinavian Cup in Östersund, 8. bis 10. Januar 2016 | 2. Scandinavian Cup in Östersund, 8. bis 10. Januar 2016 | 2. Scandinavian Cup in Östersund, 8. bis 10. Januar 2016 | 2. Scandinavian Cup in Östersund, 8. bis 10. Januar 2016 | 2. Scandinavian Cup in Östersund, 8. bis 10. Januar 2016 |
| -------------------------------------------------------- | -------------------------------------------------------- | -------------------------------------------------------- | -------------------------------------------------------- | -------------------------------------------------------- |
| Datum                                                    | Disziplin                                                | Erster Platz                                             | Zweiter Platz                                            | Dritter Platz                                            |
| 8. Januar 2016                                           | 15 km Freistil                                           | Per Kristian Nygård                                      | Mathias Rundgreen                                        | Simen Hegstad Krüger                                     |
| 9. Januar 2016                                           | 1 km Sprint klassisch 1                                  | Even Northug                                             | Andreas Myran Steen                                      | Joni Mäki                                                |
| 10. Januar 2016                                          | 30 km klassisch Massenstart                              | Mikael Gunnulfsen                                        | Sindre Sætre Hammerlund                                  | Daniel Myrmæl Helgestad                                  |

| 3. Scandinavian Cup in Otepää, 11. bis 13. März 2016 (Mini-Tour; halbe Punkte für die Etappen) | 3. Scandinavian Cup in Otepää, 11. bis 13. März 2016 (Mini-Tour; halbe Punkte für die Etappen) | 3. Scandinavian Cup in Otepää, 11. bis 13. März 2016 (Mini-Tour; halbe Punkte für die Etappen) | 3. Scandinavian Cup in Otepää, 11. bis 13. März 2016 (Mini-Tour; halbe Punkte für die Etappen) | 3. Scandinavian Cup in Otepää, 11. bis 13. März 2016 (Mini-Tour; halbe Punkte für die Etappen) |
| ---------------------------------------------------------------------------------------------- | ---------------------------------------------------------------------------------------------- | ---------------------------------------------------------------------------------------------- | ---------------------------------------------------------------------------------------------- | ---------------------------------------------------------------------------------------------- |
| Datum                                                                                          | Disziplin                                                                                      | Erster Platz                                                                                   | Zweiter Platz                                                                                  | Dritter Platz                                                                                  |
| 11. März 2016                                                                                  | 1 km Sprint Freistil                                                                           | Håvard Solås Taugbøl                                                                           | Pål Trøan Aune                                                                                 | Sindre Odberg Palm                                                                             |
| 12. März 2016                                                                                  | 10 km klassisch                                                                                | Pål Golberg                                                                                    | Mikael Gunnulfsen                                                                              | Daniel Stock                                                                                   |
| 13. März 2016                                                                                  | 15 km Verfolgung Freistil                                                                      | Espen Udjus Frorud                                                                             | Johan Hoel                                                                                     | Daniel Myrmæl Helgestad                                                                        |
| Gesamtwertung (doppelte Punkte)                                                                | Gesamtwertung (doppelte Punkte)                                                                | Pål Golberg                                                                                    | Daniel Stock                                                                                   | Martin Løwstrøm Nyenget                                                                        |

### Gesamtwertung Männer
| Rang | Name                    | Punkte |
| ---- | ----------------------- | ------ |
| 1.   | Martin Løwstrøm Nyenget | 501    |
| 2.   | Johan Hoel              | 338    |
| 3.   | Daniel Myrmæl Helgestad | 310    |
| 4.   | Per Kristian Nygård     | 299    |
| 5.   | Pål Golberg             | 294    |
| 6.   | Daniel Stock            | 278    |
| 7.   | Andreas Myran Steen     | 243    |
| 8.   | Mathias Rundgreen       | 243    |
| 9.   | Mikael Gunnulfsen       | 225    |
| 10.  | Simen Hegstad Krüger    | 221    |
| 11   | Viktor Thorn            | 219    |
| 12.  | Sindre Sætre Hammerlund | 201    |
| 13.  | Espen Udjus Frorud      | 178    |
| 14.  | Anton Lindblad          | 175    |
| 15.  | Emil Iversen            | 160    |
| 16.  | Pål Trøan Aune          | 143    |
| 17.  | Joni Mäki               | 142    |
| 18.  | Even Northug            | 128    |
| 19.  | Anders Tettli Rennemo   | 119    |
| 20.  | Oskar Svensson          | 118    |
| 21.  | Magnus Stensås          | 111    |
| 22.  | Håvard Solås Taugbøl    | 108    |
| 23.  | Gjøran Tefre            | 108    |
| 24.  | Eivind Bakkene          | 103    |
| 25.  | Eirik Mysen             | 99     |
| 26.  | Magne Haga              | 95     |
| 27.  | Sindre Odberg Palm      | 93     |
| 28.  | Ari Luusua              | 91     |
| 29.  | Karl-Johan Westberg     | 88     |
| 30.  | Vegard Bjerkreim Nilsen | 86     |
| 31.  | Eirik Sverdrup Augdal   | 85     |
| 32.  | Simen Andreas Sveen     | 82     |
| 33.  | Simen Lanes             | 76     |
| 34.  | Sindre Bjørnestad Skar  | 75     |
| 35.  | Audun Erikstad          | 74     |
| 36.  | Carl Quicklund          | 71     |
| 37.  | Anders Svanebo          | 63     |
| 38.  | Fredrik Riseth          | 58     |

| Rang | Name                       | Punkte |
| ---- | -------------------------- | ------ |
| 39.  | Even Sæteren Hippe         | 54     |
| 40.  | Kasper Stadaas             | 54     |
| 41.  | Lauri Vuorinen             | 53     |
| 42.  | Emil Nyeng                 | 49     |
| 43.  | Chrisander Skjønberg Holth | 48     |
| 44.  | Bendik Persch Andersen     | 48     |
| 45.  | Ole Jørgen Bruvoll         | 46     |
| 46.  | Nils Magnus Bøen Grave     | 46     |
| 47.  | Karri Hakala               | 42     |
| 48.  | Emil Johansson             | 40     |
| 49.  | Gustav Nordström           | 36     |
| 50.  | Simon Lageson              | 35     |
| 51.  | Sivert Grøtan Eriksen      | 35     |
| 52.  | Gjermund Løfald            | 34     |
| 53.  | Gustav Eriksson            | 34     |
| 54.  | Teodor Peterson            | 32     |
| 55.  | Jens Burman                | 26     |
| 56.  | Oskar Kardin               | 26     |
| 57.  | Robin Norum                | 26     |
| 58.  | Kristian Græsli            | 25     |
| 59.  | Lauri Lepistö              | 24     |
| 60.  | Toni Ketelä                | 24     |
| 61.  | Lari Lehtonen              | 24     |
| 62.  | Morten Eide Pedersen       | 24     |
| 63.  | Eirik Lorentsen            | 22     |
| 64.  | Heikki Korpela             | 22     |
| 65.  | Björn Sandström            | 22     |
| 66.  | Thomas Albertsen Dahlen    | 20     |
| 67.  | Vegard Hamnes              | 19     |
| 68.  | Aleksander Dyrberg Ek      | 19     |
| 69.  | Torstein Bu                | 18     |
| 70.  | Jacob Engström             | 18     |
| 71.  | Henrik Bakke               | 16     |
| 72.  | Timo Andre Bakken          | 16     |
| 73.  | Torgeir Skare Thygesen     | 15     |
| 74.  | Martin Mikkelsen           | 14     |
| 75.  | Mikael Norberg             | 14     |
| 76.  | Lasse Paakkonen            | 14     |

| Rang | Name                       | Punkte |
| ---- | -------------------------- | ------ |
| 077. | Hallvard Løfald            | 13     |
| 078. | Anton Karlsson             | 13     |
| 079. | Håkon Mikalsen             | 13     |
| 080. | Kari Varis                 | 13     |
| 081. | Lars Ove Aunli             | 12     |
| 082. | Marcus Ruus                | 12     |
| 083. | Eirik Telebond             | 12     |
| 084. | Erik Lippestad Thorstensen | 12     |
| 085. | Håkon Ramstad              | 11     |
| 086. | Rune Malo Ødegård          | 11     |
| 087. | Erik Silfver               | 11     |
| 088. | Marius Caspersen Falla     | 10     |
| 089. | Kalle Lassila              | 10     |
| 090. | Martin Riseth              | 8      |
| 091. | Eirik Solvang              | 8      |
| 092. | Viktor Brännmark           | 8      |
| 093. | Jim Hartull                | 8      |
| 094. | Viktor Lovdahl             | 8      |
| 095. | Karstein Johaug            | 7      |
| 096. | Johan Häggström            | 7      |
| 097. | Gaute Kvåle                | 7      |
| 098. | Runar Skaug Mathisen       | 6      |
| 099. | Ragnar Bragvin Andresen    | 6      |
| 100. | Kusti Kittilä              | 6      |
| 101. | Jonas Eriksson             | 5      |
| 102. | Magne Lund Hansen          | 5      |
| 103. | Einar Flaktveit Moxnes     | 5      |
| 104. | Max Novak                  | 4      |
| 105. | Torjus Børsheim            | 3      |
| 106. | Axel Ekström               | 3      |
| 107. | Jonas Udjus Frorud         | 3      |
| 108. | Antti Ojansivu             | 2      |
| 109. | Sergej Mikajeljan          | 2      |
| 110. | Antti Häkämies             | 1      |
| 111. | Rikhard Maki-Heikila       | 1      |
| 112. | Daniel Svensson            | 1      |

## Frauen

### Resultate
| 1. Scandinavian Cup in Vuokatti, 11. bis 13. Dezember 2015 | 1. Scandinavian Cup in Vuokatti, 11. bis 13. Dezember 2015 | 1. Scandinavian Cup in Vuokatti, 11. bis 13. Dezember 2015 | 1. Scandinavian Cup in Vuokatti, 11. bis 13. Dezember 2015 | 1. Scandinavian Cup in Vuokatti, 11. bis 13. Dezember 2015 |
| ---------------------------------------------------------- | ---------------------------------------------------------- | ---------------------------------------------------------- | ---------------------------------------------------------- | ---------------------------------------------------------- |
| Datum                                                      | Disziplin                                                  | Erster Platz                                               | Zweiter Platz                                              | Dritter Platz                                              |
| 11. Dezember 2015                                          | 10 km klassisch                                            | Sofia Henriksson                                           | Barbro Kvåle                                               | Mari Eide                                                  |
| 12. Dezember 2015                                          | 1,2 km Sprint Freistil                                     | Maja Dahlqvist                                             | Anne Kjersti Kalvå                                         | Silje Øyre Slind                                           |
| 13. Dezember 2015                                          | 10 km Freistil                                             | Maria Strøm Nakstad                                        | Marika Sundin                                              | Ebba Andersson                                             |

| 2. Scandinavian Cup in Östersund, 8. bis 10. Januar 2016 | 2. Scandinavian Cup in Östersund, 8. bis 10. Januar 2016 | 2. Scandinavian Cup in Östersund, 8. bis 10. Januar 2016 | 2. Scandinavian Cup in Östersund, 8. bis 10. Januar 2016 | 2. Scandinavian Cup in Östersund, 8. bis 10. Januar 2016 |
| -------------------------------------------------------- | -------------------------------------------------------- | -------------------------------------------------------- | -------------------------------------------------------- | -------------------------------------------------------- |
| Datum                                                    | Disziplin                                                | Erster Platz                                             | Zweiter Platz                                            | Dritter Platz                                            |
| 8. Januar 2016                                           | 10 km Freistil                                           | Maria Strøm Nakstad                                      | Ebba Andersson                                           | Silje Øyre Slind                                         |
| 9. Januar 2016                                           | 1 km Sprint klassisch 2                                  | Kari Vikhagen Gjeitnes                                   | Anna Svendsen                                            | Linn Sömskar                                             |
| 10. Januar 2016                                          | 20 km klassisch Massenstart                              | Sofia Henriksson                                         | Ebba Andersson                                           | Kathrine Harsem                                          |

| 3. Scandinavian Cup in Otepää, 11. bis 13. März 2016 (Mini-Tour; halbe Punkte für die Etappen) | 3. Scandinavian Cup in Otepää, 11. bis 13. März 2016 (Mini-Tour; halbe Punkte für die Etappen) | 3. Scandinavian Cup in Otepää, 11. bis 13. März 2016 (Mini-Tour; halbe Punkte für die Etappen) | 3. Scandinavian Cup in Otepää, 11. bis 13. März 2016 (Mini-Tour; halbe Punkte für die Etappen) | 3. Scandinavian Cup in Otepää, 11. bis 13. März 2016 (Mini-Tour; halbe Punkte für die Etappen) |
| ---------------------------------------------------------------------------------------------- | ---------------------------------------------------------------------------------------------- | ---------------------------------------------------------------------------------------------- | ---------------------------------------------------------------------------------------------- | ---------------------------------------------------------------------------------------------- |
| Datum                                                                                          | Disziplin                                                                                      | Erster Platz                                                                                   | Zweiter Platz                                                                                  | Dritter Platz                                                                                  |
| 11. März 2016                                                                                  | 1 km Sprint Freistil                                                                           | Mari Eide                                                                                      | Jonna Sundling                                                                                 | Linn Sömskar                                                                                   |
| 12. März 2016                                                                                  | 5 km klassisch                                                                                 | Kari Vikhagen Gjeitnes                                                                         | Anna Svendsen                                                                                  | Mari Eide                                                                                      |
| 13. März 2016                                                                                  | 10 km Verfolgung Freistil                                                                      | Barbro Kvåle                                                                                   | Marthe Bjørnsgaard                                                                             | Evelina Settlin                                                                                |
| Gesamtwertung (doppelte Punkte)                                                                | Gesamtwertung (doppelte Punkte)                                                                | Jonna Sundling                                                                                 | Barbro Kvåle                                                                                   | Marthe Bjørnsgaard                                                                             |

### Gesamtwertung Frauen
| Rang | Name                   | Punkte |
| ---- | ---------------------- | ------ |
| 1.   | Barbro Kvåle           | 503    |
| 2.   | Sofia Henriksson       | 353    |
| 3.   | Jonna Sundling         | 349    |
| 4.   | Mari Eide              | 340    |
| 5.   | Marthe Bjørnsgaard     | 310    |
| 6.   | Silje Øyre Slind       | 310    |
| 7.   | Anne Kjersti Kalvå     | 294    |
| 8.   | Kari Vikhagen Gjeitnes | 293    |
| 9.   | Linn Sömskar           | 282    |
| 10.  | Maria Strøm Nakstad    | 281    |
| 11   | Anna Svendsen          | 249    |
| 12.  | Ebba Andersson         | 249    |
| 13.  | Maria Nordström        | 242    |
| 14.  | Marika Sundin          | 218    |
| 15.  | Maija Hakala           | 211    |
| 16.  | Elin Mohlin            | 204    |
| 17.  | Silje Theodorsen       | 195    |
| 18.  | Evelina Settlin        | 193    |
| 19.  | Maja Dahlqvist         | 190    |
| 20.  | Emilie Kristoffersen   | 184    |
| 21.  | Katri Lylynperä        | 162    |
| 22.  | Thea Krokan Murud      | 158    |
| 23.  | Lovise Heimdal         | 156    |
| 24.  | Mari Støen Gussiås     | 128    |
| 25.  | Marjaana Pitkänen      | 98     |
| 26.  | Berit Mogstad          | 94     |

| Rang | Name                | Punkte |
| ---- | ------------------- | ------ |
| 27.  | Leena Nurmi         | 91     |
| 28.  | Emma Ribom          | 82     |
| 29.  | Merete Myrseth      | 72     |
| 30.  | Lisa Vinsa          | 63     |
| 31.  | Mia Eriksson        | 62     |
| 32.  | Hennariikka Rahkola | 61     |
| 33.  | Kathrine Harsem     | 60     |
| 34.  | Andrea Julin        | 58     |
| 35.  | Johanna Matintalo   | 56     |
| 36.  | Lisa Dahl           | 47     |
| 37.  | Jennie Öberg        | 45     |
| 38.  | Clara Auland        | 41     |
| 39.  | Maria Gräfnings     | 37     |
| 40.  | Susanna Saapunki    | 33     |
| 41.  | Magni Smedås        | 32     |
| 42.  | Frida Erkers        | 30     |
| 43.  | Lovisa Modig        | 27     |
| 44.  | Inger Bonden        | 25     |
| 45.  | Frida Hallquist     | 25     |
| 46.  | Tiia Rantala        | 25     |
| 47.  | Emilie Fleten       | 23     |
| 48.  | Ida Indahl          | 20     |
| 49.  | Julia Svan          | 20     |
| 50.  | Johanna Ukkola      | 19     |
| 51.  | Ida Lindkvist       | 19     |
| 52.  | Silja Tarvonen      | 18     |

| Rang | Name                     | Punkte |
| ---- | ------------------------ | ------ |
| 53.  | Heini Hokkanen           | 16     |
| 54.  | Hedda Baangman           | 15     |
| 55.  | Annika Taylor            | 14     |
| 56.  | Krista Niiranen          | 13     |
| 57.  | Kati Tammjärv            | 13     |
| 58.  | Renate Bergset Tjetland  | 13     |
| 59.  | Jackline Lockner         | 9      |
| 60.  | Petra Torvinen           | 9      |
| 61.  | Karianne Jevne           | 8      |
| 62.  | Solveig Hegstad Krüger   | 8      |
| 63.  | Anni Kainulainen         | 7      |
| 64.  | Evelina Baangman         | 6      |
| 65.  | Katariina Lonka          | 5      |
| 66.  | Saana Kemppainen         | 5      |
| 67.  | Sini Alusniemi           | 4      |
| 68.  | Carlonie Glännerud       | 4      |
| 69.  | Moa Molander Kristiansen | 4      |
| 70.  | Anniken Jørgensen        | 3      |
| 71.  | Elise Røer Drabløs       | 3      |
| 72.  | Maaret Pajunoja          | 3      |
| 73.  | Ruut Vahametsa           | 3      |
| 74.  | Laura Alba               | 2      |
| 75.  | Sofie Elebro             | 2      |
| 76.  | Sigrid Nordgården        | 1      |